# 球粒隕石
球粒隕石（Chondrite）是母體未經過熔融或行星分化，而未被改變的石隕石（非金屬）。它們是在太陽系早期就存在的各種類型塵埃和小顆粒吸積形成原始小行星時形成的，是墜落在地球上的隕石中最常見的類型，估計占總墜落比例的85.7% 和86.2%之間。
對它們的研究有助於了解太陽系的起源和年齡、有機化合物的合成、生命起源，以及為地球上水的存在提供了重要線索。它們的特點之一是存在著由不同礦物形成圓形晶粒的隕石球粒，通常構成球粒隕石體積的20%至80% 。
由鐵和鎳的含量多寡，可以將球粒隕石與鐵隕石區分開來。其它的非金屬隕石，無粒隕石，是最近才形成的。
目前，全球收藏的球粒隕石約有27,000顆。有史以來最大的一塊是1976年吉林隕石雨墜落隕石的一部分，重達1770公斤的吉林隕石。球粒隕石墜落的場景從單一的隕石到數以萬計的流星雨都有。例如，1912年發生在亞利桑那州北部的霍爾布魯克流星雨，約有14,000顆隕石從天而降。

## 起源和歷史
球粒隕石是由原始太陽系中存在的塵埃和砂石粒子吸積形成的，並且在超過45.5億年前產生了小行星。這些球粒隕石的小行星母體是（或曾經是）中小型的小行星，它們是從未曾大到可以進行熔融和行星分化的太陽系小天體的一部分。使用Lead–lead dating定年法估計的年齡是4,566.6± 1.0 百萬年 ，與其它方法測得的年齡相符合。它們年齡的另一個跡證是在球粒隕石中的非揮發性元素豐度，與太陽和我們銀河系中期它恆星大氣層中發現的元素豐度相似。
儘管球粒隕石小行星從未變得熱到足以將內部熔融，但它們中還是有許多小型星的溫度達到夠高的程度，可以在其內部晶粒顯著的熱變質。熱源很可能來自於新形成的太陽系中存在著短半衰期（半衰期不到數百萬年）的放射性同位素，特別是鋁-26和60Fe的同位素；然而加熱也可能是由撞擊小行星造成的。許多球粒隕石小行星也含有大量的水，這可能是冰也隨著岩石物質的增加而增加。引此，許多球粒隕石含有含水的礦物，例如黏土。這些礦物是在水與小行星上的岩石相互作用時形成的。這個過程"水蝕"。此外，由於和其它小行星的碰撞，所有的球粒隕石小行星都受到撞擊和撞擊過程的影響。這些事件造成各種各樣的影響，從簡單的壓實到角礫岩、脈狀紋、局部熔融、高壓礦物的形成，都有可能。這些二次加熱，水和撞擊過程的最終結果，是已知的球粒隕石只有少數保留著原始型式的塵埃、隕石球粒和它們形成時的夾雜物。

## 特徵
球粒隕石存在的成分中最突出的就是毫米大小的球形物體：神祕的隕石球粒。這些物體起源於太空中自由漂浮、熔融或部分熔融的液滴；大多數的球粒含有豐富的橄欖石和輝石矽酸鹽礦物。球粒隕石還有難熔的內含物，包括太陽系中最古老的物質之一的富鈣-鋁包體，以及富含鐵、鎳等金屬和硫化物矿物的顆粒，和分離的矽酸鹽礦物顆粒。球粒隕石其餘的成分還有可能存在於岩石的基質裡，也可能在地涵、單顆球粒和難熔夾雜物周圍形成輪網狀的細粒（微米大小或更小）塵埃。嵌入在這些塵埃中的是早於我們的太陽系形成前，起源於銀河系其它地方的太陽前顆粒。這些隕石球粒在礦物學具有獨特的結構和組成，它們的起源也還有一些爭議之處。科學界普遍認為這些隕石球粒是在通太陽系的激震波作用下形成的，然而對此中激震波的成因卻幾乎毫無一致的意見  。在2005年發表的一篇論文提出，形成木星的氣體盤的不穩定性產生一個速度超過10 km/s 的衝擊波，導致隕石球粒的形成。

## 成分
約80%的球粒隕石含有嵌於幼細基質內的球粒，典型的球粒由細小的礦物或金屬顆粒、碎片、以及各種因母天體流質活動而形成的礦物組成。富鈣鋁包體也是一種常見與球粒一起嵌於基質中的成分。此外，亦有一些來自太陽近鄰其它恆星系的礦物顆粒。部分球粒隕石曾經歷撞擊而角礫化。有時由於熱變質或水蝕變作用，導致球粒不易辨認。
球粒隕石中的金屬顆粒主要為鐵和鎳——鎳的存在也是決定一顆石頭是否隕石的常用指標。
平均來說，除了易揮發的氫或氦以外，球粒隕石的化學成分類似於45億年前尚未分化的太陽星雲。不過，化學物質的豐度卻有些分別，據推測可能有兩個原因：一、在吸積時，與太陽距離不同的區域有不同的吸積條件；二、後來在母小行星上發生的撞擊或物理過程，影響了化學物質的分佈。

## 球粒隕石分類
球粒隕石依據礦物學被劃分為大約15個不同的類型（參見「隕石分類」），主要是依據化學成分和氧同位素的組成（見下文）。各種類型的球粒隕石可能起源於不同的小行星或相關的小行星群。每種球粒隕石都有球粒、難熔的夾雜物和基質（塵埃）等獨特成分混合物和獨特尺寸晶粒的基團；其它分類方法包括風化和激震波。
球粒隕石也可以根據其岩石學的類型進行分類，即它們在熱變質或水合的程度來分類：以介於1和7之間的數字來標示。在球粒隕石中的球粒被標示為3的是沒有被改變的，較大的數字表示熱變質的增加，最多為7，即其中的球粒已經被破壞。球粒隕石的數值低於3，表示其因水的存在而有所改變，下降至1，則表示球粒被這種改變抹殺。
下表綜合了各種分類的方案。
| 類型             | 子類型    | 識別特徵/球粒字元                | 字母名稱     |
| ---------------- | --------- | -------------------------------- | ------------ |
| 頑火輝石球粒隕石 |           | 豐富                             | E3, EH3, EL3 |
| 頑火輝石球粒隕石 | 不同      | E4, EH4, EL4                     |              |
| 頑火輝石球粒隕石 | 不太明顯  | E5, EH5, EL5                     |              |
| 頑火輝石球粒隕石 | 模糊      | E6, EH6, EL6                     |              |
| 頑火輝石球粒隕石 | 融化      | E7, EH7, EL7                     |              |
| 普通球粒隕石     | H         | 豐富                             | H3-H3,9      |
| 普通球粒隕石     | H         | 不同                             | H4           |
| 普通球粒隕石     | H         | 不太明顯                         | H5           |
| 普通球粒隕石     | H         | 模糊                             | H6           |
| 普通球粒隕石     | H         | 融化                             | H7           |
| 普通球粒隕石     | L         | 豐富                             | L3-L3,9      |
| 普通球粒隕石     | L         | 不同                             | L4           |
| 普通球粒隕石     | L         | 不太明顯                         | L5           |
| 普通球粒隕石     | L         | 模糊                             | L6           |
| 普通球粒隕石     | L         | 融化                             | L7           |
| 普通球粒隕石     | LL        | 豐富                             | LL3-LL3,9    |
| 普通球粒隕石     | LL        | 不同                             | LL4          |
| 普通球粒隕石     | LL        | 不太明顯                         | LL5          |
| 普通球粒隕石     | LL        | 模糊                             | LL6          |
| 普通球粒隕石     | LL        | 融化                             | LL7          |
| 碳質球粒隕石     | Ivuna     | 二氯矽酸鹽、磁鐵礦               | CI           |
| 碳質球粒隕石     | Mighei    | 植物性物質、橄欖石               | CM1-CM2      |
| 碳質球粒隕石     | Vigarano  | 富含鐵的橄欖石、 鈣和鋁的礦物    | CV2-CV3.3    |
| 碳質球粒隕石     | Renazzo   | 植物性物質、橄欖石、輝石、 金屬  | CR           |
| 碳質球粒隕石     | Ornans    | 橄欖石、輝石、金屬、鈣和鋁的礦物 | CO3-CO3.7    |
| 碳質球粒隕石     | Karoonda  | 橄欖石、鈣和鋁的礦物             | CK           |
| 碳質球粒隕石     | Bencubbin | 輝石、金屬                       | CB           |
| 碳質球粒隕石     | High Iron | 輝石、金屬、橄欖石               | CH           |
| Kakangari-type   |           |                                  | K            |
| Rumurutiites     |           | 橄欖石、輝石類、 斜長石、硫化物  | R            |

### 化學分類
按化學成分區分，球粒隕石有以下類型：
- 碳質球粒隕石（佔所有球粒隕石的3.5%）
- 普通球粒隕石（佔所有球粒隕石的95%），再細分為：
  - H球粒隕石（佔所有球粒隕石的44%）
  - L球粒隕石（佔所有球粒隕石的38%）
  - LL球粒隕石（佔所有球粒隕石的13%）
- E球粒隕石頑輝球粒隕石 （佔所有球粒隕石略多於1%）
- R球粒隕石Rumuruti (罕有)
- K球粒隕石Kakangari (罕有)
- F球粒隕石Forsterite (罕有)

以及少數未被分類的樣品。

### 頑火輝石球粒隕石

"聖索弗爾"頑火輝石球粒隕石（EH5）。

頑火輝石球粒隕石（也稱為E型球粒隕石）是一種罕見的隕石形式，只佔墜落在地球的球粒隕石2%左右。目前所知的E型球粒隕石大約只有200顆左右，大多數的頑火輝石球粒隕石不是在南極洲找到，就是美國國家氣象局的收藏品。它們所含的礦物往往有高含量的頑火輝石（MgSiO3），所以得到這樣的名稱。E型球粒隕石在化學上是氧化最少的岩石之一，它所含的鐵大部分都是金屬或硫化物的形式，而不是氧化物。這顯示它們是在缺乏氧氣的區域，可能是在水星軌道的內側形成的。

### 普通球粒隕石
普通球粒隕石是迄今最常見的，落在地球的隕石類型：大約所有隕石的80%，或90%的球粒隕石都是普通球粒隕石。它們含有豐富的球粒、稀疏的基質（10-15%的岩石），很少的耐火物質，以及不同含量的鐵-鎳金屬和硫化鐵（FeS）。它們的球粒直徑大小一般在0.5至1毫米之間。普通球粒隕石在化學上以耐火材料、親氧元素，如鈣、鋁、鈦、和稀土金屬相對於矽的缺乏，和異於平常含量的同位素17O/16O比率相對於18O/16O與地球岩石的比較，可以區分為不同的類組。在母小行星上的溫度遠高於500°C，使得大多數（但不是全部）普通球粒隕石都經歷了相當程度的變質。它們分為三組，具有不同數量的金屬和不同總數量的鐵： 
- H球粒隕石是高鐵和高金屬鐵量的球粒隕石（15～20%質量的鐵-鎳金屬 [23]），和比L和LL球粒隕石更小的球粒。它們由古銅輝石、橄欖石、丙烯、聚氨酯、金屬和硫化物組成，並且～42%墜落的普通球粒隕石屬於這一組（參見墜落隕石統計 ）。
- L球粒隕石是低鐵的球粒隕石（包括7～11%質量的鐵-鎳金屬）。～46%的普通球粒隕石屬於這一組，這使得它們是地球上最常見的隕石類型。
- LL球粒隕石是低鐵和低金屬的球粒隕石（3～5%質量的鐵-鎳，其中2%是金屬鐵，它們還包括有古銅輝石、奥长石和橄欖石[18]）。在10顆普通球粒隕石只有一顆屬於這個群組。

NWA869隕石就是屬於這個群組的一個例子。

### 碳質球粒隕石

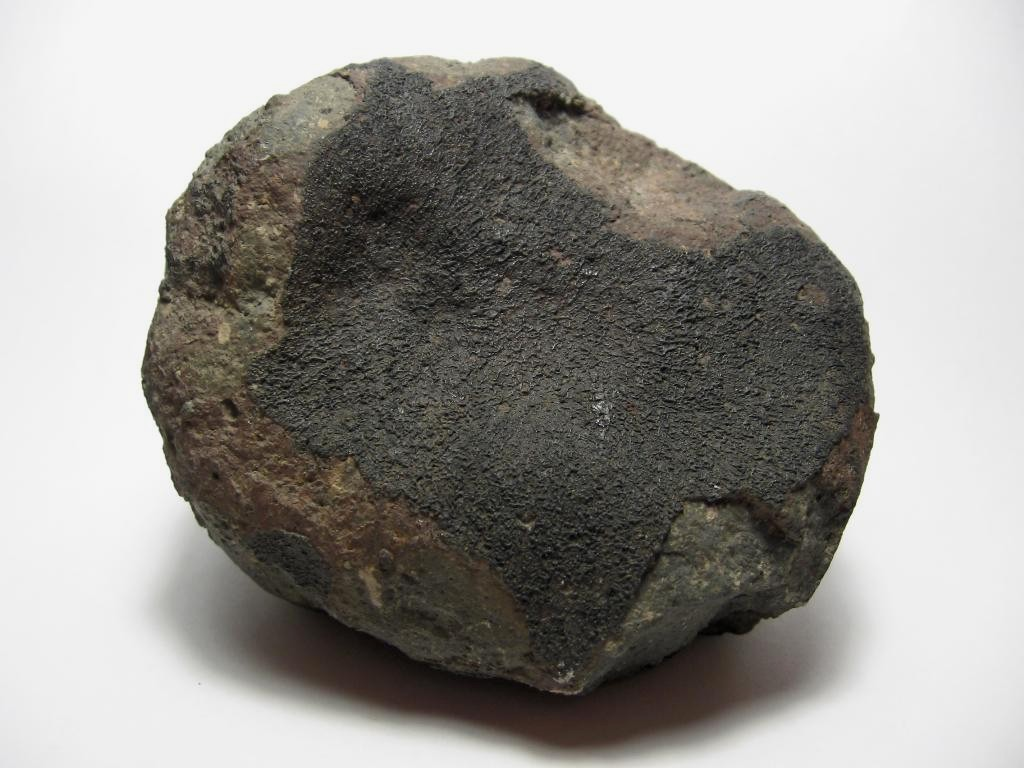
1969年墜落在墨西哥的碳質球粒隕石CV3（重量520公克）。

碳質球粒隕石（也稱為C型球粒隕石）佔落在地球上球粒隕石的數量不到5% 。它們的特點是有包含胺基酸的碳化合物。因為它們所含的揮發性化學物比例最高，所以被認為是離太陽最遠距離上形成的球粒隕石。它們的另一個特徵是因為水的存在或因為水的存在而改變的礦物質。
碳質球粒隕石有許多不同的族群，但大多數是以Si這種耐火實質的化學元素豐度來區分，並且通過異常低的17O/16O相對於18O/16O 與地球岩石相比的比率，以異構方式區分。
除了CH組外，所有碳質球粒隕石均以特徵型的標本命名：

### 岩石學分類
球粒隕石的群主要是由其化學、礦物學和同位素特徵（上圖）決定的；其次是在岩石學類型上，顯示它受母小行星上熱變質和水蝕變過程影響的程度，這在該類型的組名稱之後加上數字來呈現（例如：LL5屬於球粒隕石的LL組，在岩石學的類型是5）。目前描述岩石學類型的方案是由Van Schmus和Wood在1967年設計的。
Van Schmus和Wood提出的岩石學類型方案實際是兩種獨立的方案，一種描述水蝕變（類型1和2），另一種描述熱變質作用（類型3至6）。系統的水蝕部分的工作原理如下： 
- 第1型：最初用於指示含有大量的水和碳，但缺乏球粒的球粒隕石。目前則只是表明隕石經歷了廣泛的水蝕變，以至於它們的橄欖石和輝石已被改變成含水的狀態。這種變化發生在50至150℃的溫度範圍內，因此第1行球粒隕石是溫暖的，但不夠熱，無法經歷熱變質。CI組的成員，加上其它群的一些高度改變的碳質球粒隕石，是第1行球粒隕石唯一的例子。
- 第2型：是經過廣泛的水蝕變，但仍然含有可識別的原始球粒，主要是未被改變的橄欖石和/或輝石。微細的基質一般完全水合，球粒內的礦物質可能會呈現出不同程度的水合作用。這種改變可能發生在低於20℃的溫度下；同樣的，這些隕石也未經歷熱變質。除了一些未能分組的碳質球粒隕石之外，幾乎所有的CM和CR球粒隕石在岩石學類型中都是第2型，也沒有其它類型的隕石屬於第2型。
- 第3型：是基礎形態，隕石與原始狀態差異不大。易於看到大量原始的球粒。而且隕石擁有較高含量的揮發性物质（包括惰性氣體和水），這類隕石從未加熱至超過400~600℃，與原始太陽星雲物質最為相近。
- 第4~6型：受到熱變質影響，數字越大球質越不明顯，而且惰性氣體和水含量比1~3型少得多。這類隕石有可能曾埋藏於母天體深處，在被吸積後數百萬年內受放射物質加熱，溫度可能達600~950℃
- 第7型：受熱變質嚴重影響，雖然隕石保留了原來的化學成分，但球粒已不可見。有理論認為這些是向無粒隕石過渡的類型。

但沒有一種類型的球粒隕石曾遭受足以引致熔融的加熱，只有少數罕有的角礫化球粒隕石曾經歷撞擊而出現部分熔融。

## 外部連結
- http://www.meteorite.fr/en/classification/stonymain.htm#CHON （页面存档备份，存于）
- 英國自然歷史博物館的隕石目錄 （页面存档备份，存于）
- http://www.planetbrey.com/PBMeteoriteInformation.htm （页面存档备份，存于）
- 中文隕石分類網頁 （页面存档备份，存于）

1. ↑  .   [2012-05-19]. （原始内容存档于2009-06-15）.
2. ↑  The use of the term non-metallic does not imply the total absence of metals.
3. 1 2  Calvin J. Hamilton (Translated from English by Antonio Bello). .   [2009-04-18]. （原始内容存档于2021-02-25） （西班牙语）.
4. ↑  Bischoff, A.; Geiger, T. . Meteoritics. 1995, 30 (1): 113–122. Bibcode:1995Metic..30..113B. ISSN 0026-1114. doi:10.1111/j.1945-5100.1995.tb01219.x.
5. ↑  Axxón. .   [2009-05-11]. （原始内容存档于2008-08-03） （西班牙语）.
6. ↑  Jordi, Llorca Pique. . . Universitat Jaume I. 2004: 75  [2019-04-26]. ISBN 978-8480214667. （原始内容存档于2021-01-13）.
7. ↑  Amelin, Yuri; Krot, Alexander. . Meteoritics & Planetary Science. 2007, 42 (7/8): 1043–1463  [2009-07-13]. Bibcode:2007M&PS...42.1043F. doi:10.1111/j.1945-5100.2007.tb00559.x. （原始内容存档于2020-08-16）.
8. ↑  Wood, J.A. . Annual Review of Earth and Planetary Sciences. 1988, 16: 53–72. Bibcode:1988AREPS..16...53W. doi:10.1146/annurev.ea.16.050188.000413. 0084-6597, 53–72.
9. ↑  .   [2013-03-06]. （原始内容存档于2021-01-23）.
10. ↑  .   [2013-03-06]. （原始内容存档于2021-01-13）.
11. 1 2  Múñoz-Espadas, M.J.; Martínez-Frías, J.; Lunar, R. . Geogaceta. 2003, 34. 0213-683X, 35–38 （西班牙语）.
12. ↑  Astrobiology Magazine. .   [2009-04-18]. （原始内容存档于19 April 2007） （西班牙语）.
13. ↑  Boss, A.P.; Durisen, R.H. . The Astrophysical Journal. 2005, 621 (2): L137–L140. Bibcode:2005ApJ...621L.137B. arXiv:astro-ph/0501592 . doi:10.1086/429160.[]
14. 1 2  Van Schmus, W. R.; Wood, J. A. . Geochimica et Cosmochimica Acta. 1967, 31 (5): 747–765. Bibcode:1967GeCoA..31..747V. doi:10.1016/S0016-7037(67)80030-9.
15. ↑  Clayton, R. N.; Mayeda, T. K., , Abstracts of the Lunar and Planetary Science Conference, 1989, 20: 169, Bibcode:1989LPI....20..169C
16. ↑  Wlotzka, F., , Meteoritics, Jul 1993, 28 (3): 460, Bibcode:1993Metic..28Q.460W
17. ↑  Stöffler, Dieter; Keil, Klaus; Edward R.D, Scott. . Geochimica et Cosmochimica Acta. Dec 1991, 55 (12): 3845–3867. Bibcode:1991GeCoA..55.3845S. doi:10.1016/0016-7037(91)90078-J.
18. 1 2  The Meteorite Market. .   [2009-04-18]. （原始内容存档于2021-03-09）.
19. ↑  The E stands for Enstatite, H indicates a high metallic iron content of approximately 30%, and L low. The number refers to alteration.
20. ↑  除了高鐵，所有其它的碳質球粒隕石都是以一個典型的隕石命名
21. 1 2 3  Norton, O.R. and Chitwood, L.A. Field Guide to Meteors and Meteorites, Springer-Verlag, London 2008
22. ↑  New England Meteoritical Services. .   [2009-04-22]. （原始内容存档于2009-02-21）.
23. ↑  . meteorites.wustl.edu.   [2019-07-02]. （原始内容存档于2019-07-02）.
24. ↑  The Internet Encyclopedia of Science. .   [2009-04-26]. （原始内容存档于2006-02-08）.
25. ↑  Aaron S. Burton; Jamie E. Elsila; Jason E. Hein; Daniel P. Glavin; Jason P. Dworkin. . Meteoritics & Planetary Science. March 2013, 48 (3): 390–402. ..390B Bibcode:2013M&PS...48 ..390B 请检查|bibcode=值 (帮助). doi:10.1111/maps.12063.